# Leptotes mayottensis
Leptotes mayottensis är en fjärilsart som beskrevs av Tite 1958. Leptotes mayottensis ingår i släktet Leptotes och familjen juvelvingar. Inga underarter finns listade i Catalogue of Life.